# Ericus Tilaceus
Ericus Tilaceus, född 1633 i Steneby församling, död 1688, var en svensk präst.

## Biografi
Ericus Tilaceus föddes 1633 i Steneby församling. Han var son till kyrkoherden Olaus Erici Tilaceus och Margareta Eriksdotter Falck. Tilaceus blev 10 september 1662 student vid Uppsala universitet och blev senare överfältpredikant och preses i Livland. Han blev 23 augusti 1679 kyrkoherde i Katarina församling i Stockholm med tillträde 1681 och blev assessor 22 september 1680 i Stockholms konsistorium. Tilaceus var riksdagsman vid riksdagen 1682. Han avled 1688 och begravdes 2 november i Katarina kyrka.

### Familj
Tilaceus var gift med Elisabeth Bröms (1667–1738). Hon var dotter till arkiatern Sven Bröms och Catharina Helleday. De fick tillsammans barnen Margareta Tilaceus (1683–1702) som var gift med domprosten Petrus Georgii Tillæus i Västerås församling, Maria Tilaceus (1684–1757) som var gift med lektorn Jacob Wagner i Västerås och ryttmästaren Johan Segercrona, Elisabeth Tilaceus (1686–1762) som var gift med kyrkoherden Johannes Arvidi Emporelius i Mora församling och Catharina Tilaceus (1687–1732) som var gift med häradshövdingen Lars Axel Stiernmarck.